# Świat Wiedzy (miesięcznik)
„Świat Wiedzy” – miesięcznik popularnonaukowy ukazujący się od 18 lipca 2011 roku (pierwszy ukazał się numer sierpniowy), wydawany przez Wydawnictwo Bauer należące do Bauer Media Group. „Świat Wiedzy” korzysta z materiałów publikowanych przez niemiecki magazyn „Welt der Wunder”, również wydawany przez Bauer Media Group.
Czasopismo zawiera działy takie jak: „Świat i Natura”, „Świat i Nauka”, „Świat i Człowiek”, „Świat i Historia” czy „Świat i Cywilizacja”. Redaktorem naczelnym magazynu  jest Adam Szumilak.
Od początku swojego istnienia, czyli od sierpnia 2011 (z wyjątkiem kwietnia 2013 roku) „Świat Wiedzy” utrzymuje się na pozycji lidera sprzedaży wśród magazynów popularnonaukowych.

## Wydania specjalne
Poza standardowym wydaniem ukazują się także:
„Świat Wiedzy Extra” – wydanie specjalne wychodzące co 3 miesiące, pierwszy numer ukazał się 19 marca 2012 roku,
„Świat Wiedzy Historia” – testowy numer magazynu ukazał się 31 października 2013 roku. Obecnie wychodzi regularnie.
„Świat Wiedzy QUIZY” – wydanie specjalne z krzyżówkami oraz łamigłówkami.
„Świat Wiedzy Ludzie” – każde wydanie opisuje daną postać, jej psychologię, genealogię, biografię. Postacią numeru 1 był Adolf Hitler,  nr 2 - Usama ibn Ladin, zaś nr 3 – Lech Wałęsa.